# シェカー・メッタ
シェカー・メッタ（Shekhar Mehta ）、本名チャンドラシェカー・メッタ（Chandrashekhar "Shekhar" Mehta 、1945年6月20日 – 2006年4月12日）は、ウガンダで生まれたケニアのラリー・ドライバー。日本プレスの当時からの表記では「シェーカー・メッタ」と表記される場合が多い。

## 戦歴
ラリーストとしてはサファリラリーやコートジボワールといったマディ(「Mud」=泥)ラウンドでスポット的に託される場合が多かったドライバーである。サファリラリー5回優勝(1973年、1979年-1982年)、うち4回は連続優勝という記録を残し、1981年WRC個人ランキング5位と言う結果に繋がっている。
日本メーカーワークス勢の、地元勢に載せた方が地の利を活かせるという判断でサファリで起用されることが多く、後にはコートジボワールなど他のマッドイベントでも起用されるようになり、他カテゴリーでも幅広い活躍を見せた。

## プロフィール

### デビュー
1945年、インド系ケニア人として、ウガンダの裕福な紅茶と砂糖プランテーションを営む実業家一家に生まれ、学生時代には当初ウガンダで家業を継ぐためにヨーロッパへ留学したが、呼び戻されるとその後1968年プジョー・204を駆ってラリーを始めた。 

### 活躍
BMW1800を駆っての地元ローカルヒルクライムやナイルラリーでの活躍が認められ、1969年に東アフリカモーター スポーツマンオブザイヤー（East African Motor sportsman of the Year ）に選ばれた。
ラリーでの活躍が開花していく過程であるサファリラリーで初優勝する前年の1972年、メッタの家族は、当時ウガンダのイディ・アミン政権下のインド/アジア人追放の際、ケニアに逃れることを余儀なくされている。

### 全盛期
全盛期のメッタは日本でもその活躍は馴染み深く、ダットサンワークスで1976年にはキプロスラリーに優勝し、1981年にはアフリカ・ラリー選手権（African Rally Championship ）で初代優勝者となり、その後のアルゼンチンラリー（Rally Argentina ）では表彰台、アクロポリスラリーでは2回、コートジボワールラリー（Rallye Côte d'Ivoire ）では3回、それぞれ入賞を果たしている。
1986年、プジョーからパリダカールラリーや翌年のパイクスピーク・インターナショナル・ヒルクライム等でもプジョーワークスのジャン・トッドにより幅広く起用されることが多くなるが、1987年ファラオラリーにおける事故で瀕死の重傷を負い、ラリー競技から惜しまれつつも引退する。

### 引退後
メッタは、時々コ・ドライバーをしていたイヴォンヌ・プラット（Yvonne Pratt ）と、ラリーの仕事が落ち着くまでの10年におよぶ求婚の末に結婚し、1991年には一人息子ヴィジャイ（Vijay ）を儲けている。
ドライバーとしての役目を終えたその後として国際自動車連盟(FIA)の様々な役職を務めるようになった。1997年には、FIAのラリー委員会の代表となり、亡くなる直前には臨時の世界ラリー選手権委員会代表に任命されていた。しかし、2006年4月12日にロンドンで、肝機能障害、肝炎に加え、古傷に由来する合併症によって亡くなった。